# 真夜中市場〜ハイヒールの眠れない夜〜
『真夜中市場〜ハイヒールの眠れない夜〜』（まよなかいちば・ハイヒールのねむれないよる）は、関西テレビほかで毎週土曜日（金曜日深夜）に放送されている関西テレビハッズ制作のテレビショッピングである。1996年2月2日放送開始。2009年11月20日からハイビジョン放送になった。
新聞の番組表では、以前は「ハイヒール真夜中市場」と掲載されていたが、現在は「真夜中市場」と掲載されている。

## 概要
大阪府内某所にあるハイヒールリンゴのマンションの一室で、ハイヒールの二人とゲストが一緒にいるところに、デモンストレータの女性タレントがおすすめする商品を持って訪れて（商品開発者や、コスメ・美容商品の時は利用者やモデルが同行することもある）、商品を紹介する流れとなっている。この紹介スタイルは番組開始時から変わっていない。
また、この番組の特徴として、ハイヒールがスタジオにいる商品の営業担当者と直接交渉した上で、価格を値下げさせたり、サービスが増えたりすることもある。さらに、他の通販番組との大きな違いは、「良い物は褒めるが、そうでない物にはアカンとハッキリ言う」点である。これは放送開始時にプロデューサーから、「通常、通販番組のギャラは高いがこの番組は安い。そのかわりハイヒールさんが思ったとおりに言ってくれていいですから」と言われたことによるものである。これを象徴するエピソードとして、ある回で、衣類に付いた口紅などの汚れを綺麗に落とす商品が登場したが、モモコの私物である「落ちない口紅」として当時有名だったテスティモ（カネボウ化粧品）で試したところ、汚れが綺麗に落ちなかったため、「これアカンわ」と言ったところ、デモンストレータは泣いて帰ったという。また、番組が始まる前にCMを流し、番組中はCMを入れない手法を取っている。
番組の最後は番組で紹介した商品を前に、出演者が振り返る。2010年3月までは、しましまんずの二人が、これはオススメだと思う商品を探してきて紹介し、それに対し、ハイヒールの二人とゲストがそれぞれ判定を下す「しましまんずのこれ見つけてきました」のコーナーがあった。
2009年12月18日の放送で700回を迎えた。当日の放送は「700回記念スペシャル」として放送時間を15分延長し、番組で紹介した全商品の送料を無料とした。また、毎年2月第1週の放送は「○年目突入スペシャル」として放送する他、1～2ヶ月ごとに過去の放送で好評だった商品のセレクションとして「特選真夜中市場」を放送。
2016年には20周年を迎え、2月20日には「ハイヒールの真昼間市場〜どーもアリガト！真夜中市場20周年SP〜」（10:50 - 11:45）を放送。
2019年12月21日の放送で1200回を迎え、「祝! 1200回 お祝いプライスで還元スペシャル」として放送。
2022年4月2日（4月1日深夜）より『真夜中市場+〜ハイヒールの本音でイイすぎます〜』（まよなかいちばプラス・ハイヒールのほんねでイイすぎます）のタイトルに改題し、番組をリニューアル。

## 出演者

### レギュラー
- ハイヒール（モモコ・リンゴ）

### 出演回数の多いゲスト
- 女と男（ワダちゃん・市川義一）
- ツートライブ（たかのり・周平魂）
- 祇園（木﨑太郎・櫻井健一朗）
- セルライトスパ（肥後裕之・大須賀健剛）
- ラニーノーズ（洲崎貴郁・山田健人）
- ヘンダーソン（子安裕樹・中村フー）
- ダブルアート（タグ・真べぇ）
- 滝音（さすけ・秋定遼太郎）
- 隣人（中村遊直・橋本市民球場）
- フースーヤ（田中ショータイム・谷口理）

過去
- 浅田あつこ
- 西川かの子
- おしどり（マコ・ケン）
- しましまんず（池山心・藤井輝雄、1996年4月5日 - 2015年12月25日）
- ツジカオルコ
- 桜 稲垣早希
- 小泉エリ
- 宇都宮まき
- テンダラー（白川悟実・浜本広晃）
- トット（多田智佑・桑原雅人）
- ガクテンソク（よじょう・奥田修二）
- マルセイユ（津田康平・別府貴之）
- ロングコートダディ（堂前透・兎）
- マユリカ（阪本・中谷）

### デモンストレータ・モデル
現在
- 茜チーフ
- AKI
- 池和歌子
- 上原伊代
- 大西めぐみ
- 香山真希
- 久保田紗枝
- KUMI（東権恭壬子）
- 斎藤直子
- 瀬岡容子
- 環
- 純美
- 中野加奈子
- 花野桃
- 福村多美子
- 藤井涼
- 堀川絵美
- ますみ（天才ピアニスト）
- 美咲
- 森川りえ

過去
- 明山直未
- 稲田美紀（紅しょうが）
- 井上佳代子
- おちあやこ
- 彼方茜香
- 華納子
- 熊元プロレス（紅しょうが）
- 小林よしか
- 三枝牧子
- 阪口なつ
- 沢くみこ
- 清水ミカ
- 田中真知子
- 寺村由紀
- 野崎かずみ
- 福原歩
- 三輪智子
- もみちゃん☆ズ
- 柳瀬涼子
- 柚希まゆ
- RIBEKA（佐野りべか）
- 山本あきこ

## アンテナショップ

### 現在の店舗
- 真夜中市場心斎橋店：心斎橋OPA2階
- 真夜中市場三番街店：阪急三番街北館地下1階
- 真夜中市場神戸店：神戸国際会館3階

### 閉店した店舗
- ショールーム：KTVエイトビル1階（2010年4月30日閉店）
- 京都店：京都烏丸ミューズビル1階（2010年3月31日閉店）
- なんば店：なんばCITY本館地下1階（2022年2月28日閉店）

## スタッフ

### 現在のスタッフ
- ナレーション：鈴浦ひろみ（2022年4月2日 - ）[3]
- TD：横垣哲也
- VE：山地俊明
- CAM：高橋勉、後前郁夫、米田喬
- 音声：長谷川匡史、大倉菜歩
- 照明：田中俊行、藤井克則、東野巧
- 編集：笠井拓郎、曽我将史
- MA・効果：磯部光
- 技術：View、フィラメント、オフィス・ゼスト、キャミックス、ビデオユニテ、リヒト
- 美術プロデューサー：岡久世
- タイトル：宮本由紀子、玉川愛美、中嶋恵子
- 美術進行：荒井春佳
- メイク：MORE
- スタイリスト→衣装：EYES、JiggA
- 協力：オフィス自由本舗、インサイドムービーズ、Mew、ステッププラン、ワイワイワイ、花葉、FunSpaceDiner
- 構成：藤岡翔、引松メイ
- デスク：浮田阿佑美
- AP：牧野夏実、伊藤弥生、渡久地咲世
- AD：笠原拓也、木原望、田中龍登
- ディレクター：表麻依子、尾上絢子、山本敦士、川越琢示
- プロデューサー：千葉愛
- チーフプロデューサー：平井直人
- 総合演出：山﨑拓也
- 制作協力：ダイズ
- 制作著作：関西テレビハッズ（旧関西テレビアデント）

### 過去のスタッフ
- ナレーション：蕭秀華（1996年2月2日 - 2011年12月30日）、窪田涼子（2012年1月6日 - 2022年3月26日）
- 構成：園学、小林仁[4]、純子ポッキー
- 制作：江畑勘太郎
- MIX：浦嶋静
- LD：徳永勤
- 技術：寺岡憲一、吉田満、山本謙吾、濱名嘉之、飯田輝之、早野昌孝、石黒英三
- 照明：中岡幸一
- 美術制作：岸村信治
- デザイン：嶋田良一
- 美術進行：村上雅彦
- 編集：岩本展孝
- 商品担当：北川智子、稲葉勝
- 協力：ウエストワン、大阪共立、カジュアルプラン、すくらんぶる、ブロードデザイン、東通企画、すきな、クラッチ.、ジュンクリエイティブ
- ディレクター：橋倉功
- プロデューサー：梁典雄
- 制作プロデューサー：阪口代志美
- 技術協力：ウエルカム
- ディレクター：木下綾子、鳥居実加（クラッチ.）
- プロデューサー：増田幸一郎、荻野裕美
- 制作プロデューサー：大林直樹
- 制作協力：メディアプルポ

## 使用楽曲
- オープニング曲
  - ギルバート・オサリバン「Anytime」（ - 2022年3月26日）
  - 奇妙礼太郎トラベルスイング楽団 「オー・シャンゼリゼ」（2022年4月2日 - ）
- エンディング曲
  - 井上陽水「コーヒー・ルンバ」（ - 2012年3月31日）
  - 秋元順子「大阪 My Love」（2012年4月7日 - 2015年5月31日）
  - RYOEI「恋をした」（2015年6月6日 - 2020年3月28日）
  - Re:Complex「color」（2020年4月4日 - 2022年3月26日）

## ネット局

### 現在のネット局
- 関西テレビ - 毎週土曜日（金曜日深夜）2:15 - 3:16
- テレビ新広島 - 毎週土曜日（金曜日深夜）3:00 - 4:00
- 岩手めんこいテレビ - 土曜日（金曜日深夜）2:20 - 3:20 （2025年4月から放送開始）
- 仙台放送 - 土曜日（金曜日深夜）2:50 - 3:50 （2025年4月から放送開始）
- テレビ愛媛 - 土曜日（金曜日深夜）2:10 - 3:10 （2025年4月から放送開始）
- テレビ静岡 - 土曜日（金曜日深夜）2:45 - 3:45 （2025年4月から放送開始）
- さくらんぼテレビ - 土曜日（金曜日深夜）2:15 - 3:15 （2025年4月から放送開始）
- 福島テレビ - 土曜日（金曜日深夜）1:45 - 2:45 （2025年4月から放送開始）

### 過去のネット局
- tvk（2006年3月まで）
- 岡山放送（2006年12月まで）
- 高知さんさんテレビ（終了時期不明）
- テレビ西日本（2014年4月4日 - 終了時期不明）